# 三店街道
三店街道位于武漢市新洲區中部，面積118.48平方公里，人口83100人。該地區商貿發達，有「武漢小溫州」之稱。

## 交通
該地區交通十分便利。由於該地區靠近新洲區府邾城街辦所在地，所有前往邾城的道路均可抵達或靠近三店街。

## 行政區劃
三店、和平、龙丘、南桥、井塘、大塘、竹园、柳溪、东门、宋渡、西河、曾寨、施庙、七里、董椿、涂河、徐寨、石桥、王河、长塘、杨桥、份子、左桥、徐贵、徐远、保河、西黄、李景、肖堤、观塘、黄套、杨岗、新泉、郭玉、高彭、富兴、高富、杨湾、朱杨、坨坑、沙畈、细方、蔡畈、石河、曹田、七田、石咀、黄岗、麻铺、李岗、施杨、华岳、宋寨、曹岗、许岗、吴岗、栾岗、马畈、道岗、袁田、蔡河、松林、金塘、院墙、何畈、陶田、姚湾、李畈、李河。